# Миличевич, Велько
Велько М. Миличевич (сербская кириллица: Вељко М. Милиевић; 14 января 1886 г. - 5 ноября 1929 г.) — сербский писатель, переводчик, публицист и журналист. Его считают «первым подлинным рассказчиком современной формальной стилистической и тематической направленности в сербской литературе начала двадцатого века».

Рассказ «Приповетка» Велько Миличевич писал под французским псевдонимом «L'homme qui rit».

## Биография
Велько М. Миличевич родился в Дони-Чагличе в Славонии 14 января 1886 года в семье богатого купца. После окончания учебы он поступил на юридический факультет Белградского университета. Из Белграда он продолжил изучение права в Женеве, но перешел на философский факультет, где изучал романские языки и литературу (1904/1905). После этого он отправился в Лондон, где изучал французский язык и литературу (1905–1906). Он возобновил аспирантуру по французскому языку в Парижском университете (1906–1908), который окончил с отличием. В это время он был автором статей для знаменитого сараевского литературного журнала «Srpski riječi». По возвращении из-за границы он сотрудничал практически со всеми крупными сербскими газетами, журналами и периодическими изданиями в стране, включая сараевский «Народ»; загребские «Времена», «Нови Лист», «Эпоха»; и белградская «Политика».

## Работы
Его первыми оригинальными работами были «Mrtvi Život» («Мертвая жизнь», 1903 г.), «Vrtlog» («Вихрь», 1904 г.) и «Pustoš» («Пустоши», 1906 г.). Он также известен своими «Приповетками» («Рассказами»), составленными посмертно и опубликованными в 1930 году.
Миличевич опубликовал перевод La Bataille (Битва; 1909) в Сараево в 1912 году. Он также переводил произведения классических писателей, таких как Ги де Мопассан, Стендаль, Генри Халлам, Чарльз Диккенс, Арчибальд Рейсс, а также произведения чешских и словенских писателей. Его современниками были Стеван Бешевич-Петров, Драгомир Брзак, Иосип Берса, Милош Перович, Владимир Станимирович и Владислав Петкович Дис. Умер в возрасте 44 лет.